# Berkenkruikje
Het berkenkruikje (Splanchnonema argus) is een schimmel die behoort tot de familie Pleomassariaceae. Het komt voor in loofbossen op arm zandgronden. Het leeft saprotroof op dode takken van berken (Betula).

## Kenmerken
De ascosporen meten 40-62(70) × 10-16 µm.

## Verspreiding
In Nederland komt het berkenkruikje zeldzaam voor.